# Pseudosyngaster bouceki
Pseudosyngaster bouceki är en stekelart som beskrevs av Belokobylskij, Iqbal och Austin 2004. Pseudosyngaster bouceki ingår i släktet Pseudosyngaster och familjen bracksteklar. Inga underarter finns listade i Catalogue of Life.